# دنیس بلیک
دنیس بلیک (انگلیسی: Dennis Blake؛ زادهٔ ۶ سپتامبر ۱۹۷۰) ورزشکار دو و میدانی اهل جامائیکا است.
وی در مسابقات کشوری و بین‌المللی در مجموع برندهٔ ۲ مدال نقره، ۱ مدال برنز شده‌است.